# Ладанці (річка)
Ла́данці — річка у Перемишлянському районі Львівської області, права притока Марушки (басейн Дністра).

## Опис
Довжина річки приблизно 8 км. Висота витоку над рівнем моря — 332 м, висота гирла — 276 м, падіння річки — 56 м, похил річки — 7 м/км. Формується з багатьох безіменних струмків та водойм.

## Розташування
Бере початок у селі Пнятин. Спочатку тече на північний захід, а потім  через село Ладинці переважно на південний захід. Біля села Брикун впадає у річку Марушку, ліву притоку Гнилої Липи.